# David Schlemko
David Schlemko (né le 7 mai 1987 à Edmonton, dans la province d'Alberta, au Canada) est un joueur professionnel canadien de hockey sur glace qui évolue au poste de défenseur.

## Biographie
Après avoir joué trois saisons en tant que junior avec les Tigers de Medicine Hat de la Ligue de hockey de l'Ouest, Schlemko n'a pas été repêché par une équipe de la Ligue nationale de hockey au repêchage d'entrée dans la LNH. 
En juillet 2007, il signe un contrat en tant qu'agent libre avec les Coyotes de Phoenix. Il commence sa carrière professionnelle en jouant la saison 2007-2008 avec les Sundogs de l'Arizona, club-école des Coyotes dans la Ligue centrale de hockey. Durant cette saison, il joue un match avec le Rampage de San Antonio de la Ligue américaine de hockey, autre club-école des Coyotes.
Au cours de la saison 2008-2009, il fait ses premiers pas dans la LNH en jouant trois matchs avec les Coyotes. Le 15 novembre 2009, lors d'un match contre les Stars de Dallas, il marque son premier but dans la LNH.
Le 21 juin 2017, il est repêché des Sharks de San Jose par les Golden Knights de Vegas lors du repêchage d'expansion de la LNH 2017. Le lendemain, il est échangé aux Canadiens de Montréal en retour d'un choix de 5e ronde pour le repêchage d'entrée dans la LNH 2019.
Le 9 février 2019, Schlemko est échangé avec l'attaquant Byron Froese aux Flyers de Philadelphie en retour de l'attaquant Dale Weise et du défenseur Christian Folin.

## Statistiques
| Saison     | Équipe                    | Ligue      |     | Saison régulière | Saison régulière | Saison régulière | Saison régulière | Saison régulière |   | Séries éliminatoires | Séries éliminatoires | Séries éliminatoires | Séries éliminatoires | Séries éliminatoires |
| Saison     | Équipe                    | Ligue      | PJ  | B                | A                | Pts              | Pun              | PJ               | B | A                    | Pts                  | Pun                  |                      |                      |
| 2004-2005  | Tigers de Medicine Hat    | LHOu       | 65  | 5                | 24               | 29               | 23               | 13               | 0 | 3                    | 3                    | 10                   |                      |                      |
| 2005-2006  | Tigers de Medicine Hat    | LHOu       | 69  | 9                | 35               | 44               | 44               | 13               | 2 | 5                    | 7                    | 15                   |                      |                      |
| 2006-2007  | Tigers de Medicine Hat    | LHOu       | 64  | 8                | 50               | 58               | 78               | 23               | 3 | 13                   | 16                   | 12                   |                      |                      |
| 2007-2008  | Sundogs de l'Arizona      | LCH        | 58  | 10               | 29               | 39               | 24               | 14               | 3 | 5                    | 8                    | 6                    |                      |                      |
| 2007-2008  | Rampage de San Antonio    | LAH        | 1   | 0                | 0                | 0                | 4                | -                | - | -                    | -                    | -                    |                      |                      |
| 2008-2009  | Rampage de San Antonio    | LAH        | 68  | 7                | 22               | 29               | 20               | -                | - | -                    | -                    | -                    |                      |                      |
| 2008-2009  | Coyotes de Phoenix        | LNH        | 3   | 0                | 1                | 1                | 0                | -                | - | -                    | -                    | -                    |                      |                      |
| 2009-2010  | Rampage de San Antonio    | LAH        | 55  | 5                | 26               | 31               | 30               | -                | - | -                    | -                    | -                    |                      |                      |
| 2009-2010  | Coyotes de Phoenix        | LNH        | 17  | 1                | 4                | 5                | 8                | -                | - | -                    | -                    | -                    |                      |                      |
| 2010-2011  | Coyotes de Phoenix        | LNH        | 43  | 4                | 10               | 14               | 24               | 4                | 1 | 0                    | 1                    | 4                    |                      |                      |
| 2010-2011  | Rampage de San Antonio    | LAH        | 3   | 0                | 0                | 0                | 2                | -                | - | -                    | -                    | -                    |                      |                      |
| 2011-2012  | Coyotes de Phoenix        | LNH        | 46  | 1                | 10               | 11               | 10               | 5                | 0 | 0                    | 0                    | 0                    |                      |                      |
| 2012-2013  | Sundogs de l'Arizona      | LCH        | 14  | 3                | 7                | 10               | 4                | -                | - | -                    | -                    | -                    |                      |                      |
| 2012-2013  | Coyotes de Phoenix        | LNH        | 30  | 1                | 5                | 6                | 12               | -                | - | -                    | -                    | -                    |                      |                      |
| 2013-2014  | Coyotes de Phoenix        | LNH        | 48  | 1                | 8                | 9                | 18               | -                | - | -                    | -                    | -                    |                      |                      |
| 2014-2015  | Coyotes de l'Arizona      | LNH        | 20  | 1                | 3                | 4                | 4                | -                | - | -                    | -                    | -                    |                      |                      |
| 2014-2015  | Pirates de Portland       | LAH        | 2   | 1                | 3                | 4                | 0                | -                | - | -                    | -                    | -                    |                      |                      |
| 2014-2015  | Stars de Dallas           | LNH        | 5   | 0                | 0                | 0                | 0                | -                | - | -                    | -                    | -                    |                      |                      |
| 2014-2015  | Flames de Calgary         | LNH        | 19  | 0                | 0                | 0                | 8                | 11               | 0 | 1                    | 1                    | 2                    |                      |                      |
| 2015-2016  | Devils du New Jersey      | LNH        | 67  | 6                | 13               | 19               | 16               | -                | - | -                    | -                    | -                    |                      |                      |
| 2016-2017  | Sharks de San José        | LNH        | 62  | 2                | 16               | 18               | 14               | 6                | 2 | 1                    | 3                    | 2                    |                      |                      |
| 2017-2018  | Canadiens de Montréal     | LNH        | 37  | 1                | 4                | 5                | 6                | -                | - | -                    | -                    | -                    |                      |                      |
| 2017-2018  | Rocket de Laval           | LAH        | 3   | 0                | 1                | 1                | 0                | -                | - | -                    | -                    | -                    |                      |                      |
| 2018-2019  | Canadiens de Montréal     | LNH        | 18  | 0                | 2                | 2                | 4                | -                | - | -                    | -                    | -                    |                      |                      |
| 2018-2019  | Rocket de Laval           | LAH        | 8   | 1                | 3                | 4                | 2                | -                | - | -                    | -                    | -                    |                      |                      |
| 2018-2019  | Phantoms de Lehigh Valley | LAH        | 18  | 0                | 4                | 4                | 4                | -                | - | -                    | -                    | -                    |                      |                      |
| Totaux LNH | Totaux LNH                | Totaux LNH | 397 | 18               | 74               | 92               | 120              | 26               | 3 | 2                    | 5                    | 8                    |                      |                      |